# Vpichování (textil)

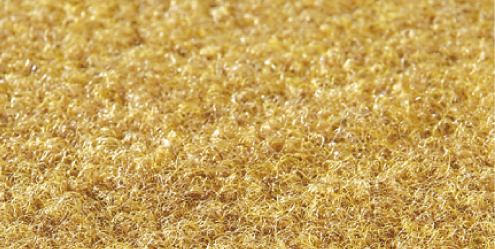
Struktura vpichované textilie

Vpichování (angl.: needle punching, něm.: Nadelvliesverfahren) je vzájemné provazování svazků vláken s pomocí jehel s ostny.
Je to jedna z technik mechanického zpevňování vlákenného rouna při výrobě netkaných textilií.

## Princip vpichování textilií

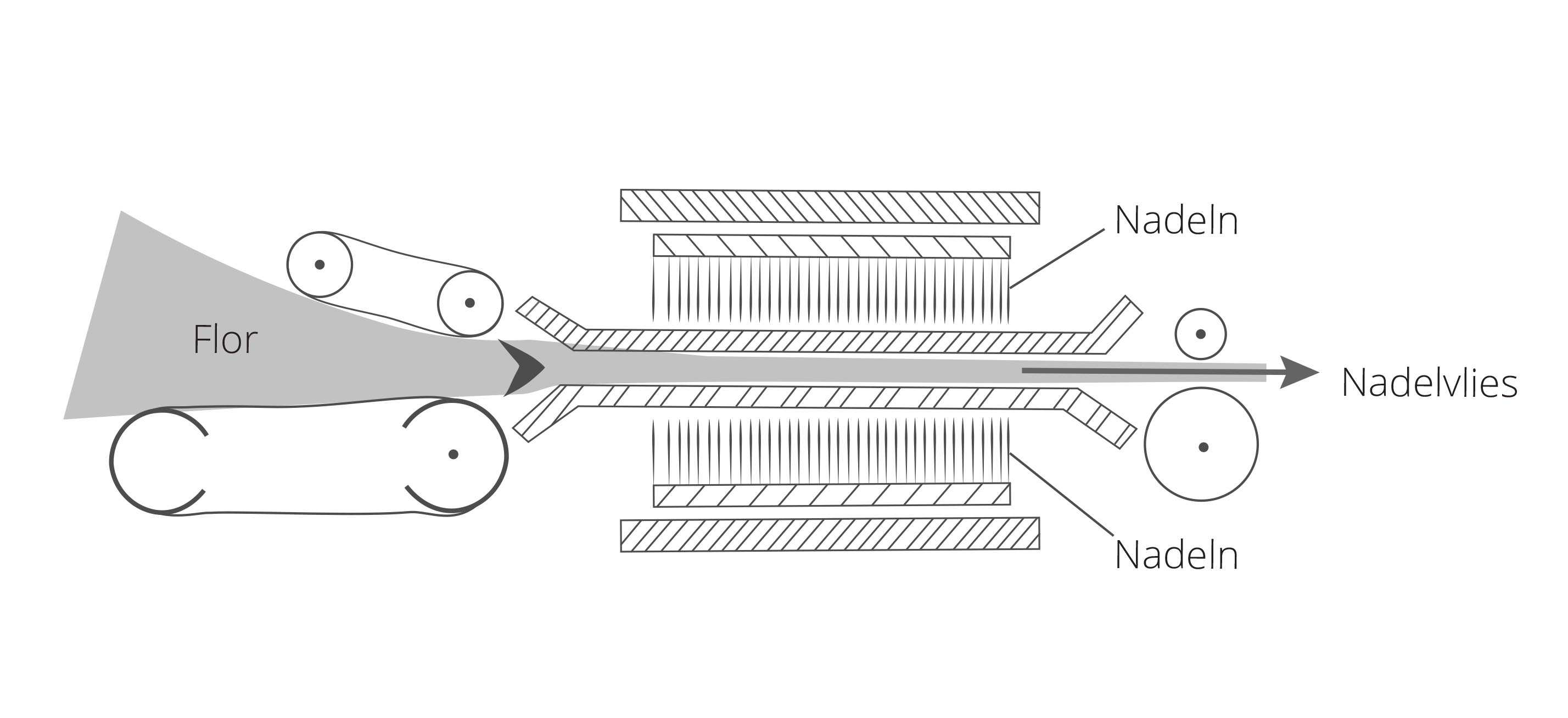
Schéma vpichování

Vlákenné rouno se přivádí mezi dvě perforované desky, jejímiž otvory procházejí jehly. Ostny jehel zachycují svazky vláken, obracejí je kolmo ke směru průchodu materiálu a protahují je rounem. Při zpětném pohybu jehel se z nich vlákenné svazky vysmeknou a zaháknou na sousedních vláknech.
Vlákenné rouno se vpichováním zpevňuje, ztenčuje, případně spojuje s nosným podkladem (tkaninou, fólií apod.) nebo opatřuje vlasovým vzorem odstávajícím na povrchu textilie.
Touto technologií se dají vyrobit netkané textilie ze všech druhů vláken včetně recyklovaných.

## Z historie vpichování textilií
Princip mechanického zpevňování rouna vpichováním byl vynalezen v Anglii v 19. století. Technologií vpichování se intenzivně zabýval od 50. let 20. století zejména Němec Dilo a Rakušan Fehrer.
V roce 2015 bylo ve světě vyrobeno asi 1,75 milionu tun netkaných textilií zpevněných vpichováním.
V České republice se ve 2. dekádě 21. století zabývá výrobou vpichovaných textilií několik firem, rozsah produkce není veřejně známý.

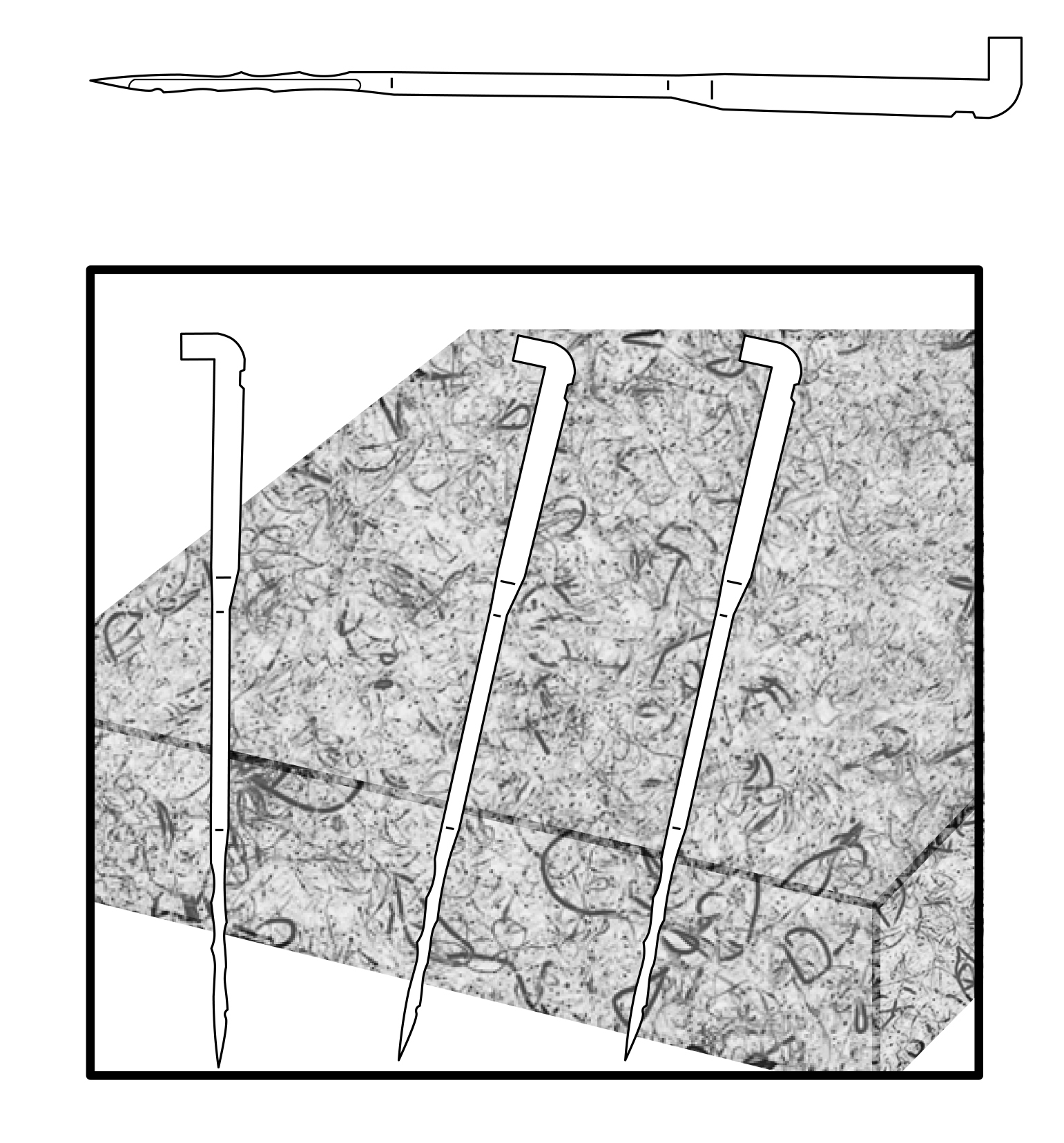
Jehly na vpichování

## Konstrukce vpichovacího stroje
Standardní zařízení se staví jako agregát sestávající z:
rozvolňování – mykání – kladení mykané pavučiny – 2 pasáže vpichování – svinování hotové textilie
Pracovní šířka (svinování) je obvykle 2,5 až 8 metrů (pro speciální účely až 16 m), maximální rychlost 150 m/min.

### Příprava rouna pro vpichování
Rozvolňování se zpravidla provádí spolu s mísením vláken na sérii rozvolňovacích strojů. Pro většinu materiálů se používají válcové mykací stroje (jen pro vlákna kratší než cca 40 mm jsou nutné víčkové stroje). Způsob kladení pavučiny (příčně, podélně, počet vrstev) se řídí podle požadované tloušťky (a pevnosti) výsledné textilie.

### Vlastní vpichování
Vlákenné rouno prochází mezi dvěma perforovanými rošty, otvory v roštech pronikají jehly upevněné v jehelné desce. Jehelná deska vykonává zdvižný pohyb 5-25 mm kolmo k rounu, až 3000 x / min.
Vpichovací jehly mají obvykle trojúhelníkový průřez, povrch špičky jehly je opatřen ostny.
Jehly jsou usazeny v desce s hustotou 20-50 na centimetr, vzájemné odstupy řad jehel jsou střídavě rozloženy mezi 3,5 a 35 mm. Ojehlení na první (převpichovací) pasáži je řidší.

## Vlastnosti a použití vpichovaných textilií
Většina vpichovaných textilií se vyrábí z polyesterových stříží, jen malá část ze syntetických filamentů s hmotností cca 200 až 1000 g/m2.
Vpichované textilie mají vzhled podobný plstěným výrobkům.
Pevnost je závislá především na použitých materiálech, orientaci vláken ve zpracovaném rounu a tloušťce rouna, tažnost 20-50 %. Např.:
| Surovina             | PES stříž | PES filament | PES filament |
| tloušťka (mm)        | cca 6     | 1,2          | 6,4          |
| tržná pevnost (N/m)  | 1200/1400 | 780          | 5600         |
| příčná pevnost (N) x | ----      | 240          | 2100         |
| tažnost (%)          | 20-30     | 50-70        | 50-70        |

x Pevnost plošných textilií podle ASTM D4533 zkoušená obzvlášť u netkaných textilií 
Hlavní finální výrobky ze vpichovaných textilií jsou: podlahové krytiny, papírenské plstěnce, matrace, izolace, filtry, geotextilie

## Speciální vpichovací stroje

### Vzorovací stroje
Stroje pracují s tzv. vidličkovými jehlami, k dosažení vlasového nebo smyčkového efektu jsou stroje vybaveny speciálním opěrným roštem
Na vzorovacích strojích se dají vyrábět např. napodobeniny manšestru, velurové plsti, textilie s nopkovou strukturou apod.

### Stroje na vpichování roun válcového a hadicového tvaru
Stroje v několika variantách mohou pracovat až s 1500 zdvihy jehelního pole za minutu a vpichovat rouna o průměru do 50 cm. Používají se na technické plsti, brzdová obložení, zdravotní potřeby apod.

### Stroje s mimořádnou pracovní šířkou
Pracovní šířka dosahuje až 16 m, rychlost do 1000 zdvihů jehel / min. Použití: Dopravní pásy ke strojům na výrobu papíru

## Galerie vpichování textilií

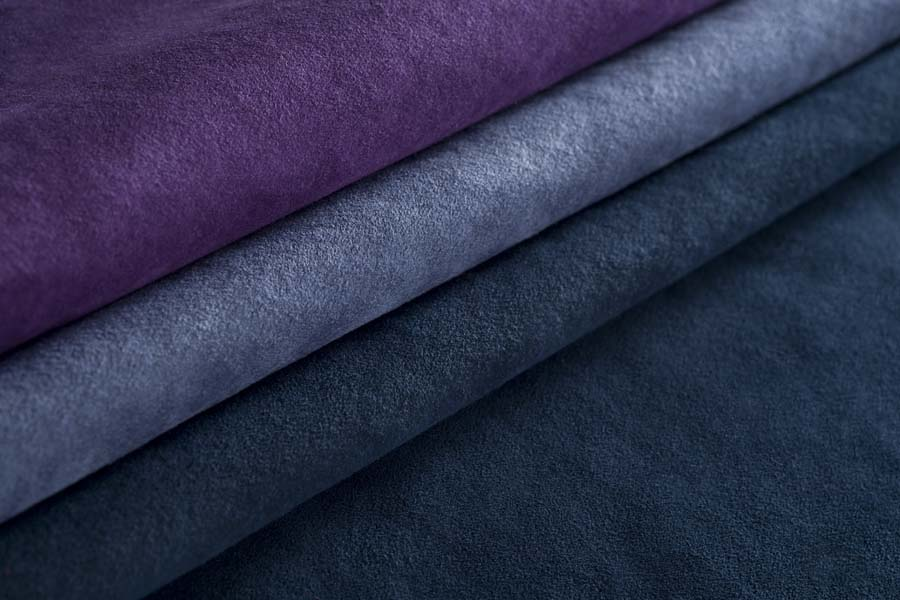
Alcantara, rouno ze syntetických mikrovláken zpevněné vpichováním
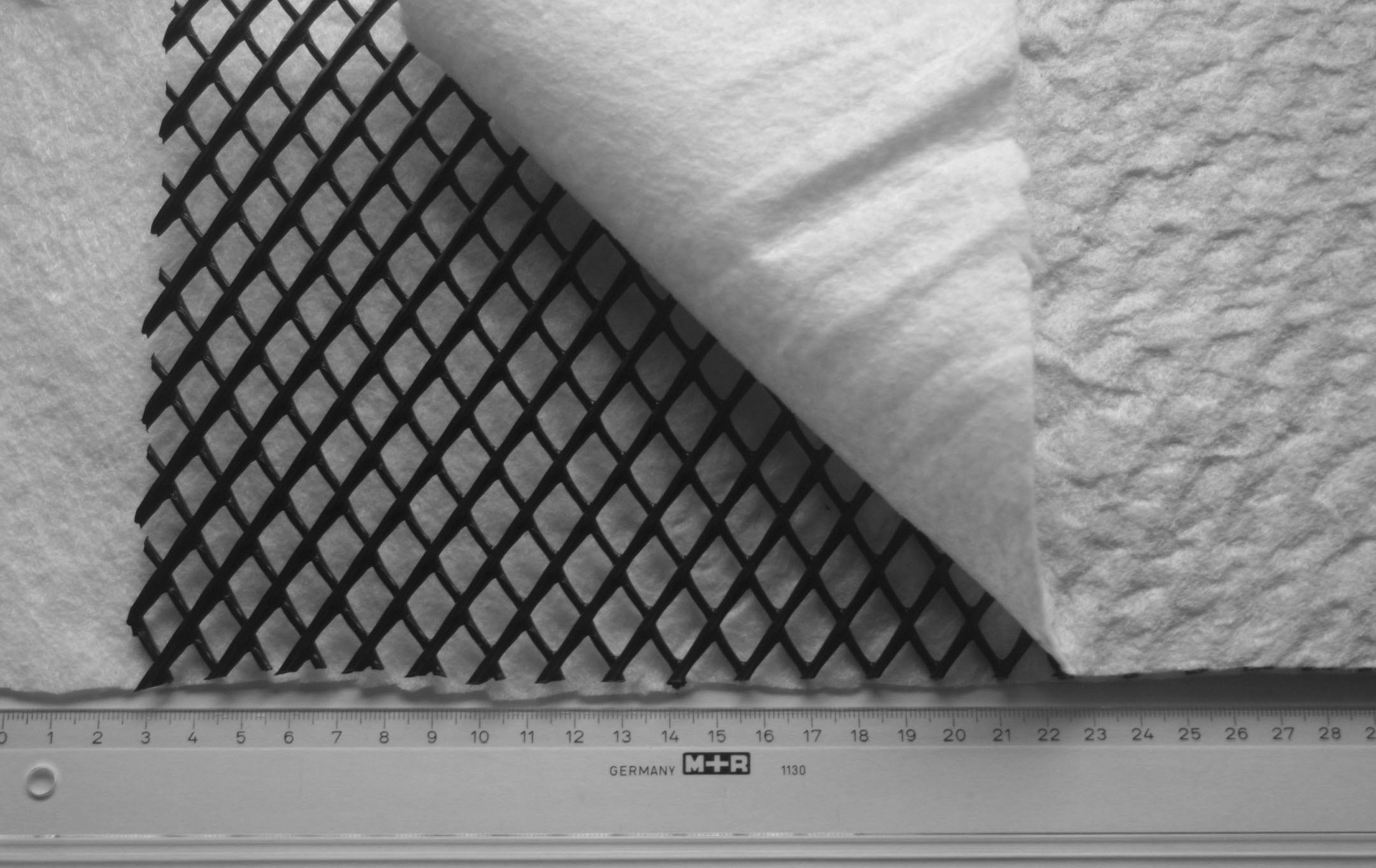
Drenážní polypropylenová geotextilie: Mříž mezi vpichovanými rouny (2 x 200 g/m2)
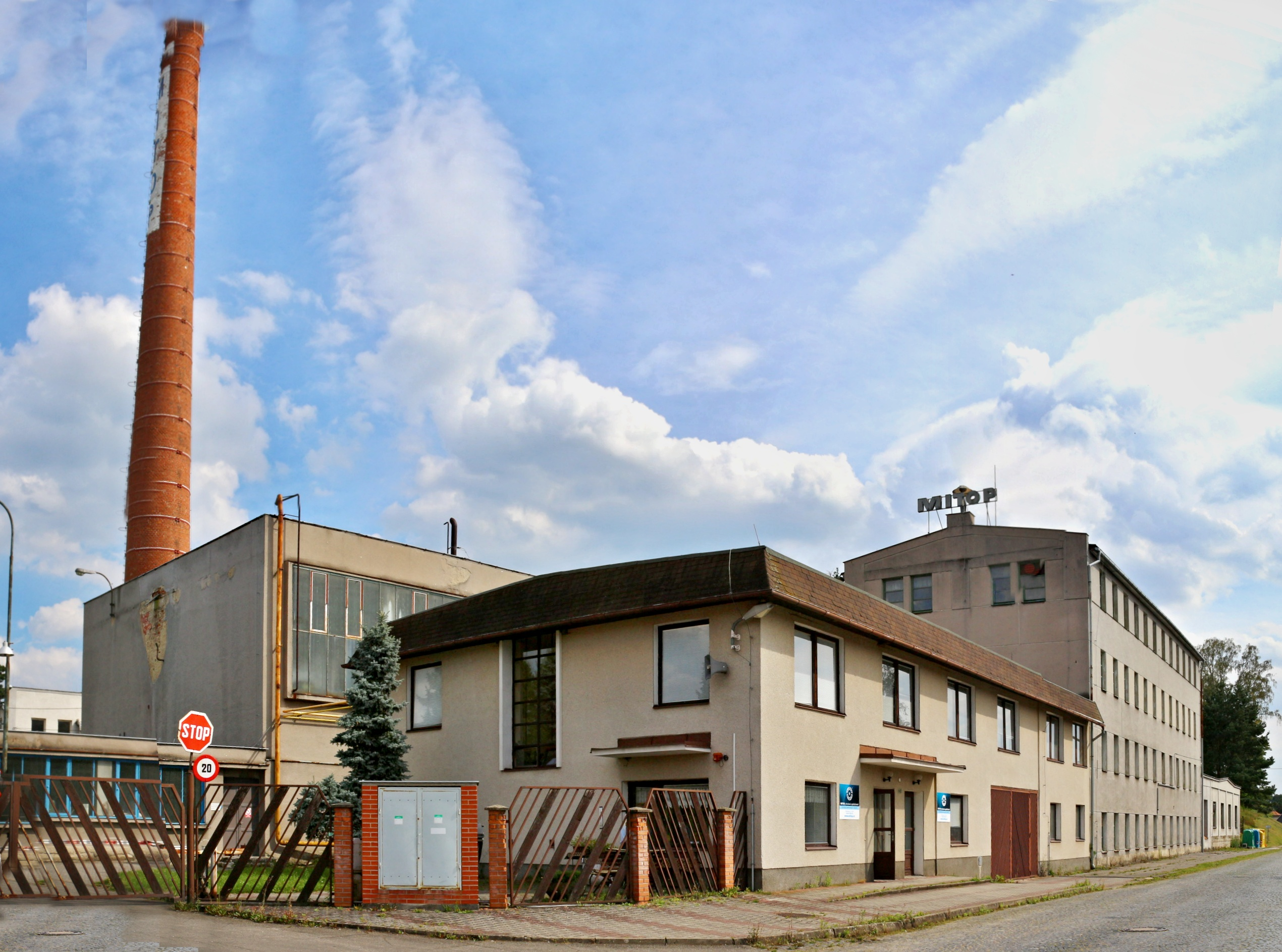
Mimoňský MITOP, jedna z továren na vpichované textilie v Česku